# Agromyza tacita
Agromyza tacita är en tvåvingeart som beskrevs av Spencer 1969. Agromyza tacita ingår i släktet Agromyza och familjen minerarflugor. Inga underarter finns listade i Catalogue of Life.